# Jerry de Jong
Jerry Murrien de Jong (Paramaribo, 29 de agosto de 1964) é um ex-futebolista neerlandês nascido no Suriname.
Jogou no Stormvogels Telstar, SC Heerenveen, PSV Eindhoven, FC Groningen, Caen, MVV Maastricht e na Seleção Neerlandesa. É pai do jogador de futebol Nigel de Jong.